# J&T Banka
Die J&T Banka, a.s. ist eine Bank der tschechisch-slowakischen J&T Finance Group, welche unter anderem Beteiligungen in verschiedenen Industrien, wie z. B. Finanzielle Dienstleistungen & Bankwesen, und durch die Investment-Holding J&T Private Equity auch im Energiesektor, im Gesundheitswesen, in Immobilien, Medien und Sport hält.
Der Eintritt in den tschechischen Bankensektor erfolgte 1998 in Prag durch die Übernahme der Podnikatelská banka. Ende Juni 2014 konnte eine Bilanzsumme von umgerechnet mehr als 4,5 Mrd. Euro (125 Mrd. Tschechische Kronen) festgestellt werden, womit J&T Banka zu den größten Privatbanken auf dem tschechischen Markt zählt. Weitere Bank-Filialen der J&T Finance Group werden in der Slowakei, Russland, und Kroatien betrieben. Außerdem befindet sich der tschechische Fußball-Klub Sparta Prag im Portfolio.
Der operative Gewinn der Bank ist in den vergangenen Jahren kontinuierlich gestiegen und beträgt 37,3 Mio. Euro (1.030 Mio. Tschechische Kronen) für das erste Halbjahr 2014, was einem jährlichen Anstieg gegenüber dem Vorjahr um 47 % entspricht. Für denselben Zeitraum konnte J&T Banka einen Nettogewinn von 33,8 Mio. Euro (934 Mio. Tschechische Kronen) ausweisen. 
J&T Banka ist Mitglied im Einlagensicherungsfonds der Tschechischen Republik (Fond pojištění vkladů), welcher Reserven in Höhe von circa 1 Mrd. Euro verwaltet (Stand 31. Dezember 2013).